# 刘德申
刘德申（1937年7月28日—2017年10月29日），圣名伯多禄，男，中国天主教人物，曾任中国天主教爱国会副主席，第十届全国政协委员。